# Silbermann (téléfilm)
Pour les articles homonymes, voir Silbermann.
Silbermann est un téléfilm français réalisé en 1971 par Pierre Cardinal d'après l'œuvre de Jacques de Lacretelle. 
Le réalisateur, qui avait rencontré le succès avec Vipère au poing en 1970, adapte une nouvelle fois une œuvre littéraire à l'écran.

## Synopsis
L'intrigue se déroule en France, en 1914, une époque où l'antisémitisme sévit dans tous les domaines et prive une grande partie des Juifs de l'épanouissement social. 
Philippe Monod, un adolescent de 14 ans fait sa rentrée au lycée Janson-de-Sailly où il retrouve ses copains comme chaque année. Cette fois-ci pourtant, David Silbermann, un jeune Juif, perturbe le paysage scolaire du fait de son origine. Ce dernier est victime de nombreuses railleries et de blagues racistes qui touchent également sa famille. Philippe, choqué par ces persécutions qu'il trouve injustes, décide de se lier d'amitié avec David. 
Quelque temps plus tard, Philippe fait la connaissance de la famille de son ami. Toutefois, la méfiance et la perplexité transparaissent à travers les parents de David et, frustré, Philippe préfère mettre un terme à leur relation. À partir de ce moment, le statut de la famille israélite est mise en danger et elle décide de prendre les dispositions nécessaires...

## Fiche technique
- Titre : Silbermann
- Réalisateur : Pierre Cardinal
- Scénario et dialogues : Jacques de Lacretelle d'après son roman du même tire[3]
- Adaptation : Pierre Cardinal
- Cameraman : Claude Buteau
- Ingénieur du son : Jean-Pierre Atlan
- Montage : Michel Girard
- Mixage : Claude Gilson
- Assistants réalisateur : Alain Baudry et Alain Charoy
- Musique : Lise Médini et interprétée par Jacques Serizier
- Décorateur ensemblier : Pierre Gerber
- Créateur des costumes : Claude Catulle
- Directeur de la photographie : Georges Leclerc
- Script-girl : Michèle Tournier
- Chef de production : Monique Romeyko
- Extérieurs : lycée Janson-de-Sailly et jardin du Ranelagh
- Format : Couleur
- Durée : 1 h 13 min
- Date de sortie : 14 septembre 1971 à 21 h sur la deuxième chaîne de l'ORTF

## Distribution
- Gilles Laurent : David Silbermann
- Patrick Borg : Philippe Monod
- Dominique de Keuchel : Philippe Robin
- Claude Romain : Marc le Hellier
- Roland Demongeot : Montclar
- Jean-Michel Villien : La Béchellière
- Paul Temps : un professeur
- Gabriel Gaussens : un professeur
- Gabriel Jabbour : le père Silbermann
- Lucie Arnold : la mère Silbermann
- Claude Nollier : la mère de Philippe
- André Dumas : le père de Philippe
- Georgette Soler : la bonne sœur
- Jacques Serizier : le peintre en bâtiment
- Michel Tarrazon : un élève
- Jean Blancheur : le vieux rabbin